# Convoyes árticos de la Segunda Guerra Mundial

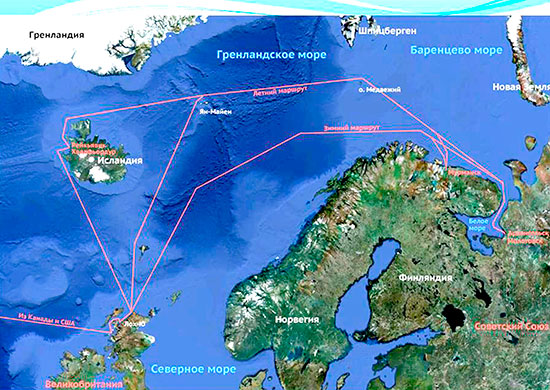
Rutas de los convoyes aliados del norte. 1941-1945

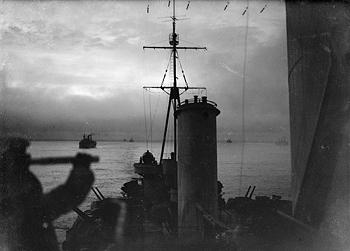
Convoy ártico liderado por el HMS Sheffield navegando en el océano Ártico.

Los convoyes árticos de la Segunda Guerra Mundial fueron un grupo de convoyes navales constituidos en el transcurso de la Segunda Guerra Mundial que zarparon desde el Reino Unido, Islandia y América del Norte hacia los puertos ulteriores de la Unión Soviética, primordialmente Arcángel y Múrmansk. A pesar de que no hubo viajes durante los periodos entre julio y septiembre de 1942 y marzo y noviembre de 1943, hubo un total de 78 convoyes entre agosto de 1941 y mayo de 1945 navegando entre el océano Atlántico y el océano Ártico
Aproximadamente 1400 barcos mercantes transportaron recursos esenciales hacia la Unión Soviética bajo el programa de la Ley de Préstamo y Arriendo, escoltados por navíos de la Royal Navy, la Marina Real Canadiense, y la Armada Estadounidense. 85 naves mercantes y 16 barcos de guerra de la Royal Navy fueron hundidos por los alemanes. La Kriegsmarine de la Alemania nazi también perdió numerosos navíos de guerra, entre los que se incluye un navío de guerra, tres destructores y al menos 30 submarinos, así como numerosas aeronaves.
Los convoyes demostraron la determinación de los Aliados por ayudar a la Unión Soviética antes de la apertura y obligando a las fuerzas nazis a intervenir en la zona ártica para evitar el envío de estos convoyes.

## Organización de los convoyes.
Los convoyes árticos se movían en dos series siguiendo el primer convoy, el cual tenía un nombre codificado mediante números.
- Datos: Q1505845
- Multimedia: Arctic convoys of World War II / Q1505845